# Félix Simtaine
Félix Simtaine (* 26. April 1938 in Verviers) ist ein belgischer Jazzmusiker (Schlagzeug), der lange die Act Big Band leitete.

## Leben und Wirken
Simtaine entdeckte die Musik bereits in seiner Kindheit. 1954 nahm er zunächst die Posaune in die Hand, wechselte aber rasch an die Trommeln. Als Autodidakt begann er in den 1950er Jahren eine Amateurkarriere mit Bebopern wie René Thomas, Bobby Jaspar, J. R. Monterose, Léo Fléchet, Robert Jeanne, Jean Lerusse und Jacques Pelzer, mit denen er auf zahlreichen Festivals in Belgien auftrat. Auf dem Festival von Dortmund wurde er Mitte der 1960er Jahre als bester Solist ausgezeichnet.
1969 begann Simtaine unter der Leitung des Schlagzeugers Stu Martin eine professionelle Karriere. Zuerst probierte er Rock und Free Rock aus, kehrte aber bald zum Jazz zurück. In den 1970er Jahren arbeitete er mit Rhoda Scott, Michel Herr, Jack van Poll und in anderen Gruppen, bevor er 1978 mit der Act Big Band seine eigene Big Band gründete. Die Band feierte großen Erfolg und gab zahlreiche Konzerte, nahm zwischen 1980 und 1996 fünf Alben auf und spielte mit Toots Thielemans, Joe Lovano, John Ruocco, Guy Cabay, Jon Eardley und Joe Lee Wilson. 1998 wurde die Formation sowohl von den Hörern von RTBF und VRT als auch von wallonischen Kritikern zur „besten belgischen Big Band“ gewählt.
Daneben gründete Simtaine 1982 mit John Ruocco und Jean-Louis Rassinfosse The Trio. Noch heute aktiv, war das Trio eine der innovativsten Gruppen der 1980er Jahre und nahm an vielen Festivals teil, bevor es 2007 das erste Album A Ghost of a Chance veröffentlichte. 1993 gründete er die Gruppe East & West Connection nach mehreren Tourneen in Osteuropa und der Aufnahme einer Live-CD in Krakau im Rahmen des Internationalen Jazz Festivals. Mit dem Tentett Ten-Tamarre trat er 2000 zum ersten Mal beim Festival Jazz à Liège auf und ging dann mehrfach auf Tourneen.
Simtaine ist auch auf Alben von René Thomas, Robert Jeanne, Rhoda Scott, Michel Herr, Éric Legnini, Jeanfrançois Prins, Bert Joris, Richard Rousselet, Charles Loos, Kris Defoort oder Stéphane Mercier zu hören.

## Diskographische Hinweise
- 2012: Act Big Band & Guests Extremes (Igloo)
- 2007: Ruocco / Simtaine / Rassinfosse Trio A Ghost of a Chance (AZ Productions)
- 1996: Félix Simtaine: Intensive Act (Igloo, solo, im Trio mit Éric Legnini und Philippe Aerts, im Quintett mit Gary Smulyan und Bo Van Der Werf, mit der Act Big Band)
- 1996: Lew Tabackin / Félix Simtaine / Philippe Aerts – L'Archiduc – Round About Five (Igloo)
- 1987: Act Big Band & Guests: Extremes (Igloo, mit John Ruocco, Joe Lovano)